# Predmier
Predmier é um município no distrito de Bytča, situado na região de Žilina. Tem 10,88 km² de área e sua população em 2018 foi estimada em 1.369 habitantes. Foi citada pela primeira vez em documento oficial no ano de 1193.

## Demografia
| Ano:        | 1994 | 2004   | 2014   | 2024   |
| ----------- | ---- | ------ | ------ | ------ |
| Broj ljudi: | 1335 | 1350   | 1364   | 1363   |
| Razlika:    |      | +1,12% | +1,03% | -0,07% |

| Ano:               | 2023 | 2024   |
| ------------------ | ---- | ------ |
| Número de pessoas: | 1359 | 1363   |
| Diferença:         |      | +0,29% |